# 本宮市立本宮まゆみ小学校
本宮市立本宮まゆみ小学校（もとみやしりつ もとみやまゆみしょうがっこう）は、福島県本宮市本宮にある公立小学校。

## 概要
- 1999年（平成11年）
  - 3月18日 - 本宮小学校と本宮まゆみ小学校の分離分割式実施[1]。
  - 3月29日 - 本宮まゆみ小学校落成式[1]。
  - 4月 - 開校。同市内にある本宮市立本宮小学校の分割校として誕生した。
- 2000年（平成12年）
  - 1月12日 - 本宮まゆみ小学校屋内体育館建設工事着工[1]。
  - 10月 - 屋内体育館落成。

## 所在地
- 福島県本宮市本宮字舞台1

## その他
- プールがなく、近くにある本宮市民プールで水泳の授業を行っている。当初は2002年に完成する予定だった。
- 校歌は本宮まゆみ小学校完成時の本宮町民から一般公募された。
- 校舎は2階建てである。
- 校舎全体に暖房設備がある。

## 学校周辺
- 蛇の鼻まゆみ通り（本宮市道）
- 本宮市立本宮第一中学校 - 主な進学先でもある。
- 本宮市民プール
- 本宮市役所
- 国道4号